# 알티눔
알티눔 (Altinum, 콰르토달티노 내)은 베네티족의 고대 도시이며 오늘날 트레비소에서 동남쪽 15km 거리에 있고 베네치아 석호의 해안가와 가까이 있다. 데세강, 체로강, 실레강 등의 하구와도 인접해 있다. 로마 시대 번성하는 항구이자 무역 중심지인 이곳은 452년 훈족의 아틸라에 의해 파괴되었다. 도시는 재건되었으나 모래가 이곳을 뒤덮기 시작하면서 버려졌다. 거주민들은 토르첼로 및 석호 북쪽의 섬으로 이주했다.
오늘날 알티눔은 고고학 구역이고 국립 고고학 박물관이 위치해 있다.

## 로마 시대 이전 알티눔
알티눔은 베네티족의 취락이었다. 이 지역의 가장 초기 인간 흔적은 기원전 10세기경으로 거슬러 올라가고 수렵채집민과 관련되어 있다. 취락에 대한 가장 초기 흔적은 8세기 중엽에서 7세기 중엽으로 추정된다. 기원전 7세기에 취락은 북서쪽으로 살짝 이동하였다. 기원전 6세기의 것으로 추정되고 기원전 5세기와 4세기에 걸쳐 발전한 성소 지역에는 그리스, 마그나 그라이키아, 에트루리아, 켈트 지역에서 온 봉헌물들이 있었다. 이 점은 알티눔이 역사 시대 이전부터 베네티족의 주요 항구인 점을 시사한다.
고고학적으로 기원전 6세기 말/5세기 초 베네티족이 포강 평야의 중심지 (에스테, 파도바, 오늘날의 아드리아인 '아스트리아' 등의 아드리아해의 주요 항구들, 그리고 알티눔 등)에 위치한 아디제강과 피아베강을 따라 이어지는 경로를 통해 켈트 지역과 이른 시기부터 접촉을 했음을 보여준다. 높은 지위의 가문 간 무역 관계가 있었고 어느 정도의 통혼도 있었다. 일부 켈트족들이 이 지역에 정착하기도 했다. 켈트 지역의 물품들이 중요 가문의 장사 시설에서 등장한다.
기원전 4세기 초, 갈리아인들은 포강 평야를 침입하였고 저 멀리 베로나까지 진출하였다. 이는 점진적인 민족 혼합과 문화적 정체성 상실로 이어졌고, 특히 서쪽으로는 베로나, 동쪽으로는 베네치아석호와 피아베계곡에 이르는 베네티족의 국경 지역들에서 두드러졌다. 일부 지역에서는 당시에 전통적 화장 풍습에서 매장 및 매장지 안에 무기들을 같이 묻는 풍습으로 전환이 있었으며, 후자의 풍습은 베네티족의 장례 풍습에서는 예외적인 것이었다. 이러한 예시가 알티눔의 묘지에서 발견되었다. 이 증거들은 민족 간의 관계가 단순한 교역을 넘어서, 외국 거주민들의 집단이 존재했음을 시사한다. 그들은 어쩌면 상인, 노동자, 혹은 용병이었을지도 모른다.
스트라본은 로마 이전 베네티족에 있어서 말이라는 존재와 말을 기르는 것이 사회적, 경제적, 의식적으로 중요했다는 점을 암시하였다. 그는 그들이 말을 길들이는 데 관심을 기울였다고 서술하며, "오늘날에는 거의 사라졌지만, 한때 노새 번식에 대한 고대의 열광으로 인해 베네티족들은 대단한 존중을 받았고, 호메로스에게는 "야생 당나귀로 유명한 [베]네티족으로부터"라는 문구로 언급되기도 했다. 시칠리아의 참주 디오니시오스는 이곳에서 경주마들의 종마를 유지했었다. 그리고 이 결과로 그곳 (베네티)의 말은 그리스에서 많은 호평을 받았고,그 품종은 오랫동안 명성을 유지했다." (호메로스는 실제로도 야생 노새의 경주가 열리는 곳"이라 기록을 남겼다. 일리아드 2권. 857) 스트라본은 또한 베네티족이 하양 마을을 제물로 바치며 디오메데스에게 경의를 표했다는 점을 언급했다.
알티움에는 마을의 성소에 자리 잡은 제물용 구덩이와 마을의 북쪽에 있는 공동묘지에 수많은 말들이 묻혀 있었다. 공동묘지에는 약 30마리가 있었는데, 다른 베네티족의 도시에는 얼마 없으며, 에스테 남쪽에 약 30마리가 묻혀있는 묘지가 예외적이다. 이 말의 유골은 기원전 4세기에서 3세기의 것으로 추정된다. 성소에서 희생 의식에 대한 흔적은 로마 제정 시대까지 이어진다. 이곳에서 약 20여 마리의 잔해가 소, 양, 염소, 돼지의 잔해들과 함께 발견되었다. 제물은 머리나 뒷다리 또는 꼬리 부분으로 관절이 분리되고 가죽이 벗겨졌으며, 살이 발라져 있었다. 머리 없는 말 또는 신체 부위는 종교 숭배에 있어 말의 중요 역할을 확인시켜준다.

## 로마 시대 알티눔
고고학 유물들은 알티눔의 주변이 수로로 표시되어 있었으며, 그 바깥쪽에는 공동묘지 구역이 있었다는 점을 나타내었다. 수로가 많다는 것은 이 마을의 모습이 물과 깊은 관련성을 있다는 점을 암시하며, 이는 베네토 지방 도시들의 특징이기도 하였다. 베네티에서 로마 도시로의 알티눔의 변모는 배수 조절과 운하 체계의 확장을 통해 이곳의 늪지대 환경을 개척하면서 시작되었다. 이에 있어 주요 작업은 Silocello 운하를 파내어 실레강 (알티눔 북쪽에 위치)을 현재 산타마리아로 불리는 운하와 연결시키는 것이었으며, 실로첼로 운하는 데세강에서 시작해 석호로 이어지는 마을의 남쪽으로 흘렀다. 가장 중요한 건축 발견물에는 도시의 북쪽 경계를 나타내는 운하에 위치한 문, 마을의 남쪽 경계를 나타내는 운하와 마주하는 공공 건축물, 산타마리아 운하와 인접한 신전으로, 기원전 5세기의 목조 구조물을 기반으로 기념비적인 형태로 다시 세워졌다. (알티눔의 운하 부분에 있어서는 '항구 및 운하' 참조)
기원전 225년에 베네티족과 로마인들은 북이탈리아의 인수브레스족 및 보이족 등 갈리아 부족 동맹군 및 가이사타이 용병과 로마 사이에서 벌어진 텔라몬 전투 이전 동맹을 맺었다. 북동쪽과 동쪽의 침입으로부터 북이탈리아를 보호할 요새로서 켈트 영토 내 식민 도시 아퀼레이아 건립은 기원전 2세기 초였을 것으로 추정된는 베네티족과 알티눔의 로마화 과정에 있어 중요한 순간이었고다. 알티눔은 라벤나와 아퀼레이아 간 인접한 항구이자 경류지였다. 알티눔 항구는 그 규모가 커졌는데, 로마인들이 아드리아해 상단 지역에서 해상 교역을 촉진한 데서 비롯하였다.
로마화의 과정은 부분적으로 사치품 교역을 통해 이게 이끌린 로마인, 라틴인, 이탈리아족 상인들의 존재로 인해 촉진된 것이었다. 금석문들은 푸블리키우스 씨족, 바르비우스 씨족, 코수티우스 씨족, 사우페이우스 씨족 등 아퀼레이아 및 노리쿰 (현재 오스트리아)의 도시 '비루눔' (오늘날 마크달렌스베르크, 철광이 있었음)의 가문들의 이른 시기 존재감을 증명하고 있다. 이 가문들은 기사 계급 (사업 가문)가문들이었다. 이들은 중부 이탈리아에서 아퀼레이아로 이주하여, 알티눔을 포함해 북부 시장으로 퍼져나갔다.
기원전 153년과 131년 사이에, 안니아 가도가 설치되어 '아트리아' (오늘날 아드리아)를 아퀼레이아와 연결했다.  '파타비움' (파도바)를 거쳐 통과해 해안선과 가까운 곳까지 이어져 알티눔을 통과했다. 기원전 131년에 '아르미니움' (오늘날 리미니)과 라벤나, '아트리아'를 연결한 포필리아 가도가 건설됐다. 이에 따라, 알티눔은 중요 도시들과 육상으로 연결되었으며, 상품들의 이동이 용이해졌다. 다시 한번, 알티눔의 항구는 중요성이 커졌다. 알티눔의 주민들은 기원전 89년에 제한된 형태의 로마의 시민권인 라틴 시민권을 부여받았으며, 로마 공화정의 마지막 시기인 기원전 49년에는 완전한 로마 시민권이 획득했고 스캅티우스 트리부스에 속하게 되었다. 추정상 기원전 42-40년경에 무니키피움이 되었다.
벨레이우스 파테르쿨루스는 옥타비아누스 (후대 아우구스투스 황제로 알려짐)와 마르쿠스 안토니우스 간 안토니우스의 내전 (기원전 32–30년)이 벌어지기 전, 가이우스 아시니우스 폴리오가 일곱 개 군단으로 오랜 기간 베네티아를 마르쿠스 안토니우스의 통제 하에 두었고 알티눔 및 베네티아의 다른 도시들 인근에서 뛰어난 업적을 이뤘고 그러고 나서 마르쿠스 안토니우스에게 합류하였다고 기록했다. 이 시기가 기원전 42-40년이다. 폴리오 아시니우스는 로마령 이탈리아의 베네티아 베네티아 지역의 마지막 총독이었거나, 혹은 퇴역 군인들에게 토지를 분배하는 임무를 맡은 위원회의 일원이었을 것이다. 다수의 군단을 갖고 있던, 그는 많은 문제를 일으키기 않은 체 베네티아의 도시들에 무니키피움 지위를 부여함으로써 행정적 자치권을 부여할 수 있었다. "뛰어난 업적을 이루었다"(magnis speciosisque rebus)라고 말한 것은, 아시니우스가 알티눔과 파타비움 인근에 퇴역 군인들에게 토지를 분배하고, 율리우스 카이사르가 계획만 세우고 실현하지 못했던 '율라 콩코르디아' (Iula Concordia, 현재의 오데르초) 식민지를 설립한 것을 가리키는 것으로 보인다.
기원전 31년과 12년 사이 어느 시기, 옥타비아누스는 라벤나 항구를 새로 창설한 해군의 모항으로서 건립했다. 라벤나는 주요 로마 군항 중 하나가 되었는데, 이것이 상아드리아해의 중요성을 증대시키면서 알티눔에 유리하게 작용했다.
알티눔은 클라우디우스 황제의가 지시한 인프라의 혜택을 누렸다. 서기 46년 그는 알티눔에서 이탈리아의 알프스 지역 '트리덴툼' (오늘날 트렌토로 이어지는 클라우디아 아우구스타 가도의 지선을 뚫었다. 드루수스는 서기 15년에 이 도로 건설을 시작했다. 이 도로는 포강의 '호스티글리아' (오늘날 오스틸리아)를 트리덴툼을 경유하여 독일 남부의 도나우강에 위치한 '리메스'와 이어졌다. 클라우디우스는 또한 알티눔을 '아트리아'와 바로 연결하는, 해안 도로를 건설하였다. 그는 셉템 마리아 석호의 항로를 추가적인 운하를 건설함으로써 알티눔과 이어지도록 확장시키며, 알티눔이 라벤나와 이어지도록 했다. 이 내부 항로는 작은 화물선만이 통과할 수 있을 정도이긴 했으나, 날씨가 좋지 않을 때도 교역이 가능토록 해주었다. 또한 이탈리아 북동부의 지중해와 알프스 너머 사이의 무역 허브로서 알티눔의 전략적 그리고 상업 중요성도 높여주었다.
네로 황제의 사망 이후에 이어진 내전 기간 (서기 69년 네 명의 황제의 해 참조), 비텔리우스를 폐위하려는 베스파시아누스를 지지했던 마르쿠스 안토니우스 프리무스가 군대와 함께 이탈리아로 진격했다. 타키투스는 그가 아퀼레이아를 점령한 뒤 '오피테르기움' (오데르초)와 알티눔에서 환희를 받았으며, 라벤나 함대의 공격에 대비해 알티눔에는 군대 일부가 주둔하게 되었다.
마르코만니 전쟁 (166–180년) 기간인, 서기 169년에 마르쿠스 아우렐리우스와 루키우스 베루스 공동 황제들은 판노니아 최전선에서 로마로 복귀하던 중이었다. 루키우스 베루스는 알티눔 근처에서 뇌하수체졸중으로 쓰러졌고, 말도 하지 못한 채 3일 만에 사망했다고 한다. 일부 오늘날 역사가들은 그가 안토니누스 역병의 피해자라고도 한다.
서기 4세기경, 알티눔은 교구가 되었다. 초대 주교는 알티노의 헬리오도루스(410년경 사망)였으며, 그는 히에로니무스와 함께 첫 동방 여정을 동행했었다. 그가 동방에서 돌아오자, 그는 알티눔의 주교가 되었고 아퀼레이아에서 열린 반아리우스교 공의회에 참석했다. 히에로니무스는 헬리오도루스 및 성직자이기도 했던 그의 조카 네포티아누스에게 서신을 보냈다. 네포티아누스가 396년에 사망하자 헬리오도루스에게 보낸 위로의 서신에서, 그는 알티눔에 많은 교회와 순교자들의 성소가 있고 네포티아누스의 사제석이 온갖 꽃과 잔가지, 포도잎으로 장식되어 있다고 언급했다. 알티눔 대성당 (381년경 설립)에는 커튼으로 가려진 입구 두 개가 있었고 제단과 빛나는 바닥, 그을음으로 덮이지 않은 벽, 그리고 제의실과 관련된 부속 공간이 있었다고 한다. 성 제로니모는 알티눔을 "건물들이 밀집해 있고, 수많은 화덕에서 피어오르는 짙은 연기로 공기가 어두워진 인구 밀집 중심지"라고 묘사했다.
" 오늘날 알티눔은 더 이상 상설 교구가 아니며 로마 가톨릭교회에서는 명목상 교구로 등재되어 있다.
알티눔의 최고 번영 시기는 기원전 1세기부터 서기 2세기까지이다. 알티눔의 규모는 폼페이와도 견줄 수 있었다. 고고학 유물들의 감소는 이 시기 이후 베네토 지방의 다른 도시들처럼 알티눔도 쇠퇴하기 시작했음을 암시한다. 그럼에도, 중요한 역할은 유지했다.

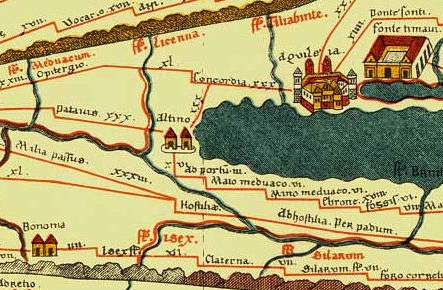
right포이팅거 지도에서 알티눔

312년부터 430년대까지 기독교 황제들 치하의 로마 법률을 집성한 테오도시우스 법전은 429년에 테오도시우스 2세와 발렌티니아누스 3세의 의뢰를 받아 438년에 반포되었다. 특히 364년부터 399년 사이 알티눔에서 로마 황제들이 시행한 법령 16개를 담고 있다. 또한 4세기 중엽의 황제들이 이 도시에 종종 머물렀고 재상들이 364년부터 406년 사이 이곳에서 주기적으로 활동했다는 증거를 제공하기도 한다. 로마 제국의 삽화가 들어간 이티네라리움인 '포이팅거 지도' 서기 5세기 수정본에는 알티눔을 두 개의 탑이 있는 도시로 묘사하고 있으며, 이는 이곳이 중요한 인구 많은 도시임을 나타낸다.

알티눔과 베네토 지역의 다른 도시 및 마을들은 452년에 아틸라에 의해 파괴되었다. 10세기 중엽 및 11세기 초 조반니 디아코노가 집필한 가장 초기의 베네치아 연대기인 '베네치아와 그라도 연대기'에 따르면, 알티눔의 난민들이 토르첼로를 비롯해 베네치아 석호의 북쪽에 있는 섬들로 도망쳤고, 이 섬의 거주민 일부는 베네치아 석호의 중심부인 리보 알토 군도로 이동하였는데, 이후 450-500년 뒤 새로운 도시 베네치아의 발전에 기여를 했다고 한다. 따라서 상당히 뿌리 깊은 이 전승에 따르면, 베네치아의 기원은 아틸라에 의한 알티눔 파괴와 종말, 그곳에서 도망쳐 온 난민들과 관련이 있다. 568년 랑고바르드족의 북이탈리아 침공은, 비잔틴의 영향 아래 있던 이탈리아 북서부 해안의 석호 지역을 피해 갔는데, 이 침공이 알티눔의 쇠퇴를 초래한 원인으로도 여겨진다. 잠정적 가정은 앞서 언급한 사항들이 도시의 남아 있는 부분에 결정적인 타격을 주었다는 것이지만, 고고학적 조사 결과는 이러한 견해를 반박하고 있다. 아틸라의 행동이 도시의 쇠퇴에 많은 기여를 했을 수 있으나, 알티눔은 이를 극복하고 수 세기 동안 그 존재를 이어나갔다는 것이다.
이탈리아 북동부 해안 모습이 변화하고 있었다. 알티눔 지역은 로마 제정 시대를 시작으로, 바다가 끌어온 모래에 점차 뒤덮히며, 진창으로 변화하였다. 일반적으로 라벤나에서부터 그라도에 이르는 내륙 지역의 로마 도시들은 항구로서는 부적합하게 변화해 갔다. 로마 제국 당국이 관리하는 당일 항구에서 새로운 운송로 개발자 및 선박 소유자들이 주로 통제하는 새로운 하천 운송로를 따라 형성된 위성 지역의 변두리 항구로 동향 변화가 있기도 했다. 무역이 이 새로운 지역들로 옮겨갔다. 알티눔의 경우에는 석호를 가로질러 탁트인 바다로 이어지는 하천 수로에 자리 잡은 토르첼로로 이동했다. 내륙 도시들과 석호에서 고고학 발굴에서는 난민들이 밀어닥치면서 기대되었던 위성 항구들 혹은 토르첼로에서 갑작스러운 인구 이동 및 급격한 인구 증가가 전혀 발견되지 않았다. 밝혀진 것은 석호 지역의 점진적인 식민지화가 이뤄졌다는 점이며, 이는 로마 시대 때 이미 시작된 수세기에 걸쳐 일어난 느린 변화이었다.
내륙 항구들에서 서서히 진행되던 문제들 외에도, 이러한 흐름은 양식업과 소금 생산과 같은 경제적 변화와 새로운 경제 기회들에도 적합했다. 농업은 아마도 경작되지 않았던 제한된 부지에서 집약 재배를 통해 새로운 안정된 정착지를 이루는 데 부차적이지만 근본적인 역할을 하였다. 이에 따르, 이러한 토지는 생산성을 갖고 있고 무엇보다 기반 시설에 대한 투자를 감당할 수 있었던 군사 엘리트들에 의해 활용될 수 있었을 것이다. 토르첼로에서는 섬을 보호하기 위한 제방이 건설되었고, 해상 무역을 위한 정박 시설과 창고도 세워졌다. Calaon은 고고학을 통해서 토유를 보유한 귀족 계층인 토르첼로 주교가 "야만인들의 두려움 때문이 아닌 전략적 선택으로서' 토르첼로에 교회를 지은 것이며, 그는 변방이지만 아마 전체 교외 지역에서는 가장 인구가 많은 곳 중 하나였을 이 번영한 구역에 본인의 교구를 두기로 택했다"고 주장한다.
로마 제국의 서방 지역이 무너지고 나서 (전통적 시기 476년), 동고트족은 이탈리아를 침공하여 고트족 왕국을 세웠다 (493년–553년). 비잔티움 황제 유스티니아누스 1세 (527년–565년)는 이탈리아를 비잔티움 제국으로 합병하기로 결심하였고, 이는 비잔티움과 동고트 간 고트 전쟁 (535년~554년)으로 이어져 전자의 승리로 끝이 났다. 북부 이탈리아의 비잔티움 통치는 랑고바르드족이 이탈리아 북동부 해안의 석호 지대를 제외한 북부 이탈리아 (568–73년)를 침입하면서 얼마 못 갔다. 알티눔은 최종적으로 랑고바르드 왕국 내 트레비소 공국의 지배 하에 들어갔다 (568년–774년).
고트 전쟁 말 비잔티움의 이탈리아 주둔군 사령관 나르세스는 과거에 오늘날 린츠 인근인 노리쿰의 아군툼에서 망명 생활을 했던 알티눔 주교 비탈레를 가까스로 사로잡았으며 알티눔의 고위 성직자들의 일부 달아났다고 하면, 고트 전쟁 기간에 그랬을 것이다.
랑고바르드의 역사가 파울루스 디아코누스는 알티눔 주교가 세 사제단 분열 시기 (553년–698년) 마라노 시노드 (590년) 에 참석했다고 기록했다.
프랑크족의 왕 중 한 명인 킬데베르투스 1세에게 쓴 590년 알티눔의 비잔티움 사령관 서신은 알티눔에 여전히 성벽이 있었음을 확인해준다.
토르첼로 주교의 이동은 5세기 또는 7세기 내에 이뤄졌다. 하지만  그 논쟁은 길고도 복잡한 과정을 거쳤으며, 마침내 11세기 초에 완전히 종결되었다.

## 고대 작가들의 언급
1세기의 시인 마르쿠스 발레리우스 마르티알리스는 다음과 같은 글을 남겼다: "전원의 아름다움을 지닌 바이아이와 견주는, 그대 알티눔의 제방이여, ... 그리고 그대, 아퀼레이아여 ... 내가 은퇴를 할 수 있다면 그대가 내 안식처이자 노년의 휴식처가 될지어다." 바이아이는 부유한 로마인들 사이에 아주 인기 있었던 나폴리만에 자리 잡은 인기 있는 해안 피서지이었다.
기원전 1세기의 지리학자 스트라본은 북이탈리아와 베네토 지방에 대한 묘사를 하였다: "이 지역 전부가 강과 진흙으로 가득하며, 특히 바닷물의 조수 간만 현상을 겪는 베네티 지역이 그렇다. 이런 모습은 우리의 바다 (지중해)에서 대양과 비슷한 방식 그리고 유사하게 밀물과 썰물의 영향을 받는 유일한 곳이다. 이 결과로 이 지역의 평야 대부분은 석호로 뒤덮여 있다. 거주민들은 하이집트의 방식을 본떠 운하와 수로를 파내어, 일부가 배수가 이뤄지고 경작이 이뤄지게 하는 한편 나머지는 배가 드나들수록 했다. 이곳의 도시 일부는 섬처럼 물 한 가운데에 있고, 나머지는 부분적만 물에 접하고 있다. 내륙의 습지에 자리한 지역들은 비와 눈으로 인해 끊임없이 불어나는 (배가 다닐 수 있는 ) 곳 위에 위치해 있다."
스트라본은 라벤나와 알티눔에 대해서도 묘사했다: "늪지에 자리 잡은 위대한 (도시) 라벤나는 완전히 기둥 위에 세워졌고, 운하가 가로 지나가며, 사람들은 다리나 나룻배를 이용해 이를 건넌다. 만조 때 이곳은 꽤 많은 바닷물을 비롯해 강물에 의해 씻겨나며, 오수를 처리해주고, 공기도 정화된다 ... 이 지역의 놀라운 특이점은, 늪 한가운데에 위치해 있음에도 불구하고 공기가 전혀 해롭지 않다는 것이다 ... 또다른 놀라운 점은 포도나무에 관한으로, 늪지대에서 자람에도 불구하고 매우 빠르게 성장하고 많은 열매를 맺지만, 4~5년 만에 죽고 만다는 점이다. 알티눔은 다른 곳처럼 늪지에 자리 잡았고, 이곳의 위치는 라벤나와 아주 유사하다."
기원전 1세기와 서기 1세의 박물학자 대플리니우스는 베네토 지방에 대한 묘사를 할 때 실레강이 트레비소의 구릉지대에서 발원하여 알티눔으로 흐른다고 하였다. 포강에 대해서 그는 "이처럼 좁은 공간에서 이토록 많은 수량의 유입이 있는 강은 알려진 바가 없다. 유입이 너무나 많아 이 유입된 물에 의해 강이 떠밀리면서 육지를 침범하여 깊은 유로를 형성한다. 그 강의 일부 물줄기가 약 120 로마 마일에 걸쳐 라벤나와 알티눔 사이의 여러 강과 수로로 갈라지지만, 물줄기가 엄청난 양의 물을 쏟아내는 지점에서는 여전히 방대한 수량이 유지되며 전해진 바에 의하면 이 수량이 일곱 개 바다를 형성한다고 한다 ... 그리고 ... "옆의 하구 (포강)는 ... [에트루리아인들이] 과거 사기스 (Sagis)에서 만든 것으로, 이를 통해 거센 물줄기를 그들이 일곱 개 바다로 부르던 아트리아니(Atriani) 늪지대로 끌어왔으며 그 위에 고귀한 항구 도시 아트리아(Atria)가 세워졌다..." 플리니우스가 '육지를 침범한다'고 말한 것은, 곧 홍수를 의미한 것이다. 일곱 개 바다 (Septem Maria)는 여러 석호들을 말하며 클라우디우스 황제가 이 석호들을 알티눔과 연결시켰다 (상단 참조). 아트리아는 오늘날 아드리아이다.
기원전 1세기 건축가 비트루비우스는 늪지에서 부지를 설계하는 것에 대해 글을 썼다. "... 만일 습지에 제방을 세운다면, 그 습지가 바닷가를 따라 있으며, 북쪽 또는 북동쪽을 향하고 있고, 그 습지가 해안선보다 높다면, 그러한 배치는 합리적으로 보일 것이다. 왜냐하면 제방이 걷히면 해변 쪽으로 물이 빠져나가는 출구가 생기고, 바다가 폭풍우로 불어나면 물이 습지로 넘쳐들어오게 되며, 그렇게 습지는 휘저어지고 바닷소금과 섞여 다양한 종류의 습지 생물들이 그곳에서 번식하지 못하게 되기 때문이다. 더구나, 상류에서 헤엄쳐 내려오는 생물들이 해안에 가까이 이르면, 익숙하지 않은 염분 때문에 죽게 된다. 이에 대한 예시를 알티눔, 라벤나, 아퀼레이아를 비롯해서 늪지대와 비슷한 곳에 자리 잡은 도시들이 있는 갈리아 습지에서 찾아볼 수 있다. 이러한 이유들 때문에, 그 지역들는은 놀라울 정도로 건강에 좋은 환경을 지니고 있다." 이 묘사는 알티눔의 제방과 운하 체계와 적절하다.
베르길리우스의 '게오르기카'에 대한 논평에서, 문법학자 마우루스 세르비우스 호노라투스 (서기 4세기 후반 활동)는 '린트레스'(lintres, 바닥이 평평한 소형 배)에 대해 다음처럼 기록했다: "린트레스는 강에서 쓰는 작은 수송선이다. (베르길리우스가) 린트레스를 기억하는 것은 이유가 없지 않은데, 강이 풍부했던 베네티아의 대부분에서, 모든 교역은 린트레스 위에서 이뤄지며, 라벤나 및 알티눔 같은 데서는 심지어 사냥까지 이뤄지고 경작도 린트레스에서 한다."
'키네게티콘'이라는 수렵을 주제로 한 시로 유명한 시인 그라티우스 팔리스쿠스 (기원전 63년–서기14년)는 수렵에 쓰이는 숲의 종류에 대해 글을 남겼다. 그는 알티눔의 소나무와 금작화를 언급했다. 금작화는 화살을 만드는 데 쓰였다.
Pectine nigerrimi 새조개에 대해, 대플리니우스는 다음처럼 기록을 남겼다 "새조개 중에서도 크기가 가장 크고 여름에는 더욱 검은색을 띠는 pectine은 대부분 미틸리니, 틴다리, 살로나, 안티눔에서 발견된다 ..."
루키우스 유니우스 모데라투스 콜루멜라 (4–70 CE)는 농업에 대한 논문 (De Re Rustica)에서 (서기 4–70)는 wrote, "이 용도를 위해서는, '체베'(Ceve)라고 지역 사람들에게 불리는, 알티눔의 소를 구입하는 것이 더 좋다. 이 소는 크기는 작지만 많은 양의 젖을 생산하는데, 이러한 이유로 이 품종이 사육되는 것이다 ..." 그는 또한 이전 세대의 농부들이 칼라브리아, 풀리아, 밀레토의 양을 으뜸으로 여겼고, 그의 시대에 이르러서는 갈리아 (이탈리아 북부) 품종이 가장 우수한 것으로 여겨지며, 특히 알티눔 품종이 가장 가치 있는 것으로 여긴다."라고도 글을 남겼다.
양을 기르는 것은 당시 사람들이 양모로 된 의복을 입었기에 로마 시대에 중요했었다. 하얀 양모에 대해, 마르티알리스는 "풀리아는 1등급 품질의 양털로 알려져 있고, 파르마는 그 다음의 품질로 알려져 있다. 양털에 있어서 세 번째로 뛰어나도고 여겨지는 곳은 알티눔이다"라고 하였다. 테르툴리아누스 (155년–240년경)는 다음처럼 언급했다 "... 밀레토, 셀레가스, 알티눔의 양모 또는 타렌툼이나 바이티카의 양모가 유명한데, 이 지역의 자연환경이 이 양모에 이런 색상을 제공하였기 때문이다." 디오클레티아누스가 반포한 301년의 최고 가격령은 알티눔의 양모를 훨씬 높은 값에 책정하였다  (1파운드당 200 데나리우스). 또한 타렌툼, 라오디케이아, 알티눔의 양모 제작자들에게도 하루당 30 데나리우스의 임금을 책정하기도 했다.

## 중세사
10세기쯤, 알티눔 지역은 완전히 버려졌다. 알티눔 주교는 토르첼로섬으로 옮겨갔다 (상단 참조). 토르첼로 주교들은 자신들의 알티눔과 유대를 강조하고 수 세기간 알티눔 주교 직위를 유지했다. 산토 스테파노 수도원의 수도사들은 900년에 암미아나 군도에 자리 잡은 툼바 레세다섬 (Tumba Leseda, 오늘날에는 '라살리나')으로 이동했다. 이들은 '산티 펠리체 에 포르투나토' (Santi Felice e Fortunato) 수도원을 건립했다. 이 두 곳은 베네치아석호 북쪽에 있었다.
이 시기 알티눔 지역에 대한 기록은 부족하고 대부분이 교회 기관 (산티 펠리체 에 포르투나토 수도원과 산 조르조 마조레 수도원, 토르첼로 주교)와 해당 지역을 소유했던 가문들 (카르보나라, 콜랄토, 마르첼로, 쿠에르니)에서 비롯한 것이다. 1095년의 한 문서는 알티노 마이오레와 알티노 피툴로의 존재를 확인시켜주는데, 이 점은 그곳에 여전히 마을이 있었고 두 구역으로 나뉘어 있었음을 나타낸다. 이 문서는 또한 산타 마리아 교회 (옛 대성당), 산 마르티노 에 산탄폴리나레 교회 등이 여전히 있었음을 보여주기도 했다.
1388년, 베네치아 공화국이 베네치아석호 주요 해안까지 다다르던 트레비소 지역을 합병했을 때, 부유한 베네치아인들은 해안선과 알티눔에 가까이 농촌 마을을 세웠다. 이곳은 알티눔에서 4 로마 마일 거리에 떨어진 작은 교회의 이름을 따 '산 미켈레 델 콰르토'라고 명명됐다.

## 도시의 훼손
알티눔이 버려지고 난 뒤, 알티눔의 건축물과 비석 등은 토르첼로 및 베네치아석호의 다른 섬, 그리고 미래의 베네치아 등에서 건축 자재로 쓰기 위해 서서히 약탈이 이뤄졌는데, 석호에서는 건축 자재가 만연하였기 때문이었다. 16세기 인본주의자들 그리고 이후 골동품 수집가 및 학자들은 학자들은 로마 시대의 금석문들을 조사하여 알티눔의 석재 일부의 이동 경로를 추적하였다. 19세기 중엽, 테오도르 몸젠은 베네치아의 라틴어 금석문 전체를 분류에 나섰다. 그는 알티눔 항목 아래에서 181개의 금석문을 수집하고 번역하였다. 그중 다수는 출처가 불확실하며, 명확히 식별 가능한 것은 일부에 불과하다.

## 고고학 및 원격탐사 연구
20세기 초 이곳 늪지의 배수가 이뤄지고 나서 본격적으로 고고학 연구가 진행되기 시작했다. 알티눔은 로마 시대의 터 위로 중세 도시가 세워지지 않은 북이탈리아의 유일한 로마 대도시이자 유럽의 몇 안 되는 예시이었다. 이런 점은 고고학 연구가 순조롭고 원격탐사가 이뤄지도록 하였다.
소브테르 문화의 것으로 추정해볼 수 있는 부싯돌 유물들이 발견된 것은 기원전 9500–6500년의 수렵채집민 존재를 밝혀주었다. 베네토 지방의 하천과 빙하가 녹아내려 생긴 물줄기로 인해 촉목이 풍부했던 이곳 늪지 환경은 아한대 시기 말의 뜨겁고 건조한 기후가 만들어낸 생존에 대한 어려움을 보상해주었다. 조개껍데기와 해양 연체동물이 발견되는 점은 해안 지형의 식량 자원을 사용했음을 암시한다. 이 시기에 베네치아 석호는 형성되지 않고, 해안선은 오늘날 보다 몇 킬로미터 더 내륙 쪽에 있었다. 아드리아해 지역 인류의 존재는 중석기 시대 (기원전 6,500–5,500년) 수렵채집 집단과 함께 이후 몇 천 년 동안 지속되었다.
이 시기 북부-중부 이탈리아의 전형적 문화의 유물들과 더불어 농경 및 목축민들의 초기 신석기 시대 유적이 인근 테세라에서 발견되었다. 알티눔에서, 신석기에서 초기 청동기 때의 유물들이 발견되었다.
청동기 시대 중엽 (기원전 1600년경)을 시작으로, 포강과 베네토 종부-동부 평야에 대한 개척이 있었다. 청동기 시대 말 (기원전 1300–1000년) 아펜니노 이남 문화 (subapennine culture, 기원전 1350–1150년) 지역이 알티눔 북동부에서 발견되었다. 이 시기로 추정되는 유물들이 알티눔 북동쪽 인근의 실론첼로(Siloncello) 운하와 알티눔 시내에서 발견되었다. 실레강에 가까운 곳 사구 위의 한 취락은 해수면 상승으로 인해 청동기 시대 초에 버려졌다.
에게 지역의 도자기가 토르첼로와 마초르보 섬등에서 발견되었다. 이 도자기는 기원전 9세기와 7세기 사이 에게해와 동지중해에서 알티눔으로 이어지는 해상 교역로를 따라 전해진 것으로 보인다. 이 교역로는 앞서 언급한 두 섬과 베네치아 석호의 북부 지역 다른 섬들 (산 톰마소 데이 보뇨미, 산 자카모 인 팔루도, 비뇰레, 산테라스모)에서의 아티카 도기류가 확인된다는 점에서 철기 시대에서도 계속 사용되었다.
알티눔 북동쪽의 카 트론(Ca' Tron)과 포르테그란디(Portegrandi)에서 나무 구조물이 갖추어진 요새를 포함한 육상 경로도 확인되었다. 이 경로는 안니아 가도보다 앞선 것으로, 11세기부터 아드리아해 연안의 다른 해안 중심지들과 연결되었을 가능성이 있으며, 실레강과 피아베강을 따라 내륙 중심지들과 알프스로도 이어졌을 수 있다.
1990년대까지 알티움의 기원은 기원전 7세기로 거슬러 올라갔을 것이라 생각됐었다. 더 최근 들어, 청동기 시대 후기이었을 것으로 보이는 매장지가 발견되었다. 이것은 인근 지역 (베네치아 석호와 가까운 동쪽, 체로강) 위치한 발견된 다른 유물들과 동시대의 것으로 추정된다. 이는 초창기 선사시대 취락의 중심지가 산타 마리아 운하 (아래 참조)에 가까웠을 것이라는 이론으로 이어진다. 알티눔의 초창기 인간 활동의 흔적은 기원전 8세기초로 시기를 추정해볼 수 있다. 이곳은 살짝 시기가 앞서는 것으로 추정되는 다른 베네티족의 중심지들에서도 발견된 유사한 가소성 재료들의 기본적인 채취 장소이었다. 이후에 채취 장소는 하나의 취락으로 채워졌으며, 그 중심에는 대형 건물 (길이 13미터, 너비 6.75미터)이 있었고, 내부에는 비대칭 구조의 두 개의 경간이 있어 쌍경사 지붕(double-pitched roof)을 지탱했을 것으로 보인다. 이후 곧 좁은 쪽 면에 주랑이 덧붙여져 확장되었다. 이 건물은 기원전 8세기 후반에 사용되었으며, 기원전 7세기 초반에 폐기되었다. 이 건물은 베네토 지역에서 가장 오래된 방형 평면 건축물 중 하나로, 트레비소, 오데르초, 콘코르디아사지타리아에서 발견된 주거 및 생산용 건축 양식을 계승한 것이다. 다음 단계에서는 짧은 폐기 기간 이후, 이 부지가 작업장 지역으로 변화한 것으로 보인다. 기원전 7세기 중엽까지는 작은 운하 시스템과 연결된 목제 우물과 작은 용광로가 있었다. 따라서 초기 취락의 핵심 흔적은 기원전 8세기 중엽부터 기원전 7세기 중엽 사이로 추정된다. 이후 이 지역은 잠시 사용되지 않다가, 종교 용도의 공간으로 전환되었다.
기원전 7세기에, 이 취락은 살짝 북서쪽으로 이동했으며 항공 사진, 층위, 로마 시대 유적 아래 발굴지 등에서도 확인된다. 인공적으로 조성된 둔덕 위에 위치해 있었다. 정착지의 북쪽과 남쪽, 정반대 위치에서 두 개의 종교 구역이 발견되었다. 첫 번째는 신 Belatukadro에게 헌정된 금석문과 함께 재단의 파편이 발견된 것을 통해 간접적으로 확인되었다. 두 번째는 박물관 재축 작업 중에 발견되었고 1997년부터 2000년에 걸쳐 발굴이 이뤄졌다. 기원전 6세기 말의 것으로 추정되고 기원전 5-4세기에 걸쳐 발전하였다. 베네티어와 문자로 적힌 봉납 비문은 이곳이 베네티족의 신 아르노 또는 알티눔에게 헌정되었음을 나타난다. 따라서, 이곳은 이 신의 이름을 따 붙여진 것이었다. 이곳은 상업적 역할을 수행했으며, 지역의 농산물, 수공예품, 말, 그리고 지중해 및 알프스 너머에서의 수입품 등의 교역을 보호하는 역할을 했었다. 이는 이곳이 석호와 연결된 산타 마리아 수로 인근에 위치한 점에서 확인할 수 있다. 게다가, 그리스, 마그나 그라이키아, 에트루리아 등의 물품들이 있는 봉헌 매장품들이 포강 평야에 있었다. 이 물품들은 교역품을 보호해야 하기 때문에 남성 및 군인을 나타내기도 한다. 이곳은 이 지역에서 로마 이전 시대의 주요 성소 중 하나였다.
기원전 5세기에, 이 성소는 사각형 주랑으로 둘러싸인 넓은 야외 공간으로, 짧은 양쪽 변의 중앙에는 대칭 구조의 두 개의 방이 있었다. 안뜰 내부에는 두 개의 대형 재(灰) 제단이 제의실들과 평행하게 배치되어 발견되었다. 제물의 잔해와 봉헌물이 담긴 구덩이는 이 구역 바깥에서 확인되었다. 여러 말의 유해가 이 성소의 끝 구덩이에서 발견되었다. 종교 구역은 로마화가 이뤄질 때까지 (기원전 2-1세기) 점차 커져갔다. 이는 아드리아해를 통한 도시의 교역이 활발해짐에 따라 순례자 수가 증가했음을 나타낸다. 기원전 2세기 중엽 성소는 로마 신 유피테르에게 헌정되었고 신성한 숲의 모습을 띠게 되었다.
청동기 시대 후기에서 철기 시대로 전환과 관련된 층위가 1990년대 후반 알티눔의 북동쪽에서 발견되었고, 2005년에 실레강과 가까운 북동쪽에서 추가로 발견되었다. 2002년, 기원전 6세기 후반과 5세기 초기로 시기를 추정할 수 있는 무덤들이 알티눔의 북동쪽에서, 체로강 옆의 북쪽에서 발견되었다. 이 무덤들은 1970년대 후반에 조사가 이뤄진 공동 묘지와 관련이 있다. 알티눔 북쪽의 로마 시대 이전 공동묘지 구역이 북쪽 북쪽 지대 전부를 뒤덮고 있었으며, 이후 이 구역을 안니아 가도의 북쪽 구간과 로마 시대 묘지가 관통했다. 이 묘지 구역은 체로 강 좌안까지 뻗어 있었다. 도시 가장자리에 위치하면서 하천에 의해 구분된 이러한 묘지 배치는 에스테, 파도바와 같은 다른 로마 이전 베네티 도시들에서도 일반적인 양상이었다. 하천은 장례 의식에서 특별한 역할을 했던 것으로 추정되며, 이는 곧 '산 자의 도시'에서 죽은 자의 도시로, 사후 세계로의 전이로의 경로를 나타냈다.
1999년–2002년에, 알티눔의 남서쪽 안니아 가도 지역에서 배수와 공동묘지가 발견되었다. 이 발견물의 시기는 도로가 너비가 12m에 이를 때까지 서서히 넓어지면서 논란에 있다. 알티눔의 북서쪽에 있는 클라우디아 아우구스타 가도 지역에, 고대 후기의 체계적인 토지 구획과 정비 활동에서 기인한 도랑과 소규모 수로의 흔적이 발견되었다. 남서쪽의 언급된 지역들에서는 도랑과 수로망과 연결된 더 넓은 규모의 토지 구획이 확인되었다. 유사한 흔적이 알티눔에서 남쪽으로 약 5km 떨어진 현재의 공항 부지 내 석호 가장자리 근처와, 석호 가장자리 근처 위치한 도시에서 북동쪽 포르테그란디에서 발견되었다.
1995–97년 시기 알티눔 중심부에서 이뤄진 발굴에서 1세기에서 3세기 시기의 것으로 추정되는 거대한 욕장 단지가 확인되었다. 1990년대 초, 운하의 도시 정문 아래에 위치한 조사는 추정 시기를 한층 더 이전으로 밀어냈으며, 이전에는 아우구스투스 시대에 속하는 것으로 여겨졌으나, 기원전 1세기 전반기로 재추정되었고, 장엄한 기초 의식의 흔적을 드러냈다. 실론첼로 운하 (하단 참조)의 연장선상에 있던 계류장을 갖춘 고대의 항해 가능한 수로의 흔적이 아우구스투스 시대 지층 아래에서 발견되었다. 이는 섬세한 생태계를 회복시키기 위한 체계적인 수력을 활용한 계획의 수립이 기원전 1세기 전반기로 거슬러 올라감을 밝혀냈다.
2000년에 진행된 공동묘지에 대한 체계적 발굴에서 2000개 이상의 무덤과 의례적으로 많은 수의 장례 기념물들이 발견되었으며, 이 점은 알티니눔을 로마 제정 시대 북이탈리아 내 장례 건축물과 의례 연구의 중요한 구역으로 만들어주었다. 아우구스투스 시대는 거대한 마우솔레움의 시대로, 특히 에게-오리엔트의 모델에서 유래한 발다키노 유형의 마우솔레움이 유행했다. 일부 호화스러운 예시가 안니아 가도 인근의 기념비적 묘지에서 발견되었으며, 이곳은 지배층이 기원전 1세기 말경부터 장대한 무덤들을 세우기 시작한 장소였다. 서기 1세기에 이 무덤들은  이 묘지의 양쪽 전면을 따라 조성된 수많은 담을 두른 장례 구역으로 대체되었다. 이들은 때때로 170미터가 넘는 길이에 걸쳐 서로 가까이 나란히 배치되어 있었으며, 마우솔레움 및 다양한 형태의 장례 건축물, 그리고 단순한 무덤들만 있는 공간이 번갈아 배열되어 있었다. 원통형과 팔각형 제단은 알티눔 조각 예술의 전형적인 장식 요소로, 이 장례 구역 곳곳에서 반복적으로 나타나며, 아마도 묘역의 모서리에 쌍을 이루어 배치되었을 것으로 보인다.
실론첼로의 남쪽 흔적 (하단 참조)은 도시가 동쪽으로 확장하기 시작하면서 서기 1세기 말에 막혀버렸다. 이는 아우구스투스 시대 새롭게 조성된 인근 도시 계획도에서도 확인된다.
2007년에 파도바 대학교의 지형학자들로 이뤄진 조사팀이 장기간 가뭄이 지속된 후 촬영된 가시광선 및 근적외선(NIR) 항공사진을 활용해 조사를 하고, 알티눔의 도시 지형과 환경적 배경을 복원하기 위해 디지털 고도 모델(DEM)을 개발하였다. 근적외선은 식생에 매우 민감하며, 크롭마크는 고고학적 특징을 뚜렷이 드러낸다.
작물은 작물은 가뭄을 겪고 있었고, 지표 아래의 돌, 벽돌, 다져진 흙의 존재에 매우 민감하게 반응하고 있었다. 토양 내 수분량의 차이로 인해 작물의 성장 정도가 달랐고, 이로 인해 밝은 색의 크롭 마크가 생겨 최소 지하 40cm 아래에 있던 건물의 윤곽을 드러내는 석재 구조를 나타냈다. 반면 어두운 크롭 마크는 도랑이나 수로와 같은 움푹 패인 구조물을 가리켰다. 마을 중심 남쪽에는 예전에 수로가 있었던 자리 위로 더 잘 익은 작물들이 넓게 분포해 있었다. 이번 조사는 100 헥타르의 지역을 대상으로 이루어졌다.
알티눔의 지도가 대단히 상세하게 복원되어, 기원전 1세기와 서기 1세기의 것으로 추정되는 도심의 구조와 수로, 성벽, 출입구, 도로망, 이전에 알려지지 않은 교외 지역 및 원형극장, 극장, 오데온, 포룸을 포함한 건축물 등을 밝히고 있다. 도시는 높이 2~3미터의 둔덕 위에 자리하고 있었으며, 로마 시대에는 석호의 해안선이 아마도 그 둔덕의 기슭까지 이르렀던 것으로 보인다. 알티눔은 부분적으로 물에 둘러싸여 있었을 가능성이 있다. 연구진은 조사 결과에서 이 도시가 "석호 환경의 특수성에 맞춰 적응된" 복합적인 도시 체계를 갖추고 있었고, "로마인들이 베네치아가 형성되기 수 세기 전부터 이 수륙 혼합의 환경을 성공적으로 활용하고 있었음"을 보여준다고 결론지었다.
원격탐사를 통해 복원된 알티눔의 지도는 구글 어스에서 확인할 수 있다.
이 도시의 정치 행정의 중심부는 최북단 지역이었다. 이곳에서, 포룸, 원형극장, 극장, 오데온의 윤곽 외에도, 카피톨리움 (카피톨리누스 삼신의 신전)과 바실리카의 윤곽이 2007년에 실시된 원격 조사에서 확왼되기도 했다. 극장은 길이 120m에 반지름은 60m으로, 기원전 40년과 20년 사이의 것으로 추정된다. 북이탈리아의 처음으로 세워진 극장 중 하나이자 이탈리아 전역에서도 속주 중심 도시에 최초의 것에 속한다. 오데온은 극장의 절반 정도 규모이다. 원형극장은 도시 북쪽 경계를 이루는 운하 북쪽, 외곽 지역에 위치해 있었다. 긴 축의 길이는 150m이었으며, 그 규모는 약 3만 명을 수용할 수 있었던 아레나 디 베로나와 비슷했고, 파도바나 아퀼레이아의 원형극장보다도 컸다.
2012년에서 2015년까지, 카 포스카리 베네치아 대학교는 알티눔의 동쪽 지역에 대한 조사를 실시하였으며, 이 지역은 2000년 지구물리학 조사에서 도심 지역, 도로, 후진을 가진 건물이 확인되었으며, 이는 로마 공화정 말기의 기념비적 도시 관문이 있던 장소와 일치한다. 2007년 조사에서는 부정확하게 나왔다. 1989년과 1990년 사이 지구물리학 조사가 이 지역과 동쪽에 위치한 지역에서 실시되었다. 주 운하와 그로부터 갈라지는 운하를 따라 일련의 주추들이 확인되었다. 이는 1972년에 갈라지는 운하 동쪽 제방에서 진행된 시추 조사 결과와 일치하는데, 당시에는 나무 말뚝 위에 세워진 벽돌 부두의 기초와, 대형 건물(창고로 확인)과 관련된 직사각형 주추 7개가 발견되었다. 이는 해당 지역이 상업 지구였음을 시사한다.
2012년, 조사는 전체 지역의 절반 이하만 이루어졌으며, 깊이 20~30cm 범위의 표층 유물에 중점을 두었다. 이 지역은 오랫동안 약용 식물 재배지로 사용되어 왔으며 경작되지 않은 상태였다. 이 지역은 뚜렷한 둔덕 위에 위치해 있었으며, 이곳에서 토기 조각, 건축물 파편, 동전, 점토 재질 유물 및 기타 유물이 발견되었다. 회반죽, 모자이크 테세라, 건축 및 석재 파편의 고농도 분포는 건축물이 존재했음을 강하게 시사한다. 2014년 조사에서는 나머지 구역이 같은 방식으로 조사되었다. 전자기 탐사에 평균 길이 약 7m의 동북–남서 방향의 자갈길 3개와, 조사 구역 북쪽 가장자리를 따라 주운하와 평행하게 놓인 하나의 수직 자갈길이 확인되었다. 조사 구역 중앙에서도 같은 방향을 가진 또 하나의 구조가 탐지되었으나, 자갈길이 확인되지 않아 수로였을 가능성이 있다.
유리 및 도가니 파편이 다수 집중적으로 발견된 것은 이 지역에 유리 제작소가 있었음을 시사한다. 이는 알티눔이 로마 시대에 유리 생산에 일정한 역할을 했다는 가설을 뒷받침할 수 있는 중요한 발견이다.

## 항구 및 수로
알티눔 북서쪽, 남서쪽, 남쪽에서 발견된 도랑과 운하망, 도시 내부의 운하들, 그리고 도시를 베네치아 석호와 연결하던 운하들은 알티눔이 항구를 석호와 연결하고, 동시에 습지대라는 섬세한 수리(水利)·환경 조건을 조절하기 위한 수리 체계를 조성할 필요가 있었음을 보여준다. 이러한 조건은 도시의 지형 구조를 형성하는 데 영향을 주었다. 비트루비우스는 알티눔을 포함한 습지 지역의 관리 필요성에 대해 언급했으며, 스트라본은 알티눔에 운하 체계가 있었다고 기록하였다(상단 참조). 알티눔은 종종 습지로 변하는 환경 속에서도 효과적인 수리 관리에 성공한 도시였다.
알티눔은 중앙 지점에 서쪽에서 북쪽으로 주 운하가 관통한다. 가늘고 긴, 반구형의 운하가 마을 중심부 북쪽 경계를 이루었고, 또 다른 하나는 남쪽 경계를 형성했다. 이 세 개의 운하는 모두 마을 서쪽에 위치한 체로 강으로 이어졌다. 현재도 존재하는 실론첼로 운하는 실레강에서 시작되어 북동쪽에서 남서쪽으로 비스듬하게 곧게 뻗어 있다. 운하는 마을 북동쪽 경계 근처까지 이어졌다. 이 운하의 남쪽 연장은 앞서 언급된 세 개의 운하와 연결되었다. 그 운하는 마을 남쪽을 따라 계속 이어져, 현재도 존재하는 산타 마리아 운하에 도달했는데, 이 운하는 데세강에서 시작해 팔루데 디 코나 코나 습지의 석호까지 마을 남쪽을 따라 흐른다. 이로써, 연장 운하 동쪽에 있었던 항구는 석호와 연결되었다. 실론첼로 운하는 마을 직전에서 직각으로 동쪽으로 꺾인 뒤 남쪽으로 향해, 조금 더 동쪽에 위치한 팔루데 디 코나에 도달한다. 따라서 항구는 동쪽에서는 실론첼로 운하를 통해, 서쪽에서는 산타 마리아 운하를 통해 접근할 수 있었다.
실론첼로 운하는 또한 동쪽으로 이어져 실레강의 하구와 가까운 곳까지 도달한다. 이 당시에 피아베강은 실레강으로 흘렀음에 틀림 없었을 것이다. 피아베강은 펠트레에서 발견된 비문에서 확인되었듯이 알티눔으로 향하는 카도레숲의 목재를 운송하는 데 선호되던 경로였다. 따라서, 이 운하는 목재 공급에 전략적 중요성을 띠었다. 실론첼로 서쪽 제방에서 길이 192미터의 정박 시설 유적이 발견되었으며, 이는 마을 북쪽 몇백 미터 지점에서 1930년에 확인되었다.
1988년부터 1993년 사이, 실론첼로 운하와 일직선상에 있는 남북 방향 운하의 서쪽 제방에서 강변 부두 지역이 발견되었다. 이곳에는 포르티코가 있는 형태의 창고들이 있었다. 부두와 운하 바닥은 아우구스투스 시대 도시 구조물 아래에 위치해 있었으며, 이 시기에 운하가 매립되었다.
도시의 기념비적 성문은 중앙 본체와 모서리 탑을 갖춘 도시 성문 양식을 따랐으며, 기원전 1세기 전반기로 연대가 추정된다. 이 성문은 화려하게 장식되어 있었고, 출입문이 있는 중앙 본체 양옆에 탑 두 개가 각각 배치되어 있었다. 구조물은 양쪽에 짧은 성벽 구간이 덧붙여진 형태로 탑과 연결되어 있었으며, 굵은 참나무 기둥 말뚝 위에 세워졌다. 성문은 도시 북쪽 경계를 이루는 운하 위에 위치했으며, 이 운하는 카르두스 막시무스가 아치형 다리 두 개를 통해 가로질렀을 것으로 추정된다. 현재 이 운하는 단순한 도랑으로 남아 있으나, 16세기 지도에 명확히 나타나 있으며, 19세기 후반까지도 제법 넓은 폭을 유지하며 체로 강까지 이어져 있었다. 이 운하는 항구에서 도시 북쪽 경계의 정박지와 클라우디아 아우구스타 가도의 시작점까지 물자를 운송하는 주요 경로였다.
1972년 대형 건축물과 연결된 길이 16.3m의 전면 곡선 아치 구조로 된 벽돌 부두의 기초가 도시 내부에서 본 운하에서 갈라져 나온 보조 운하의 동쪽 둑에 있는 성문과 가까운 곳에서 발견되었다. 기초의 소재는 기원전 1세기 말과 서기 1세기 중엽의 것으로 추정된다. 운하 맞은편 둑을 따라 포르티코가 있는 대형 부두 건축 단지의 유적이 전자기 탐사를 통해 발견되었다. 조사 결과에 따르면, 이 구조물은 운하의 형태를 충실히 따라가는 약 120m 길이의 굽은 경로를 따라 이어져 있었으며, 해당 운하의 너비는 약 10m였던 것으로 보인다.
대형 건축물과 유사하게 연결되어 있는 또 다른 포르티코 있는 부두의 기초가 도시 남쪽 경계를 이루는 운하를 따라 발견되었으며, 이 운하의 유로는 1960년대 중반, 지형의 뚜렷한 함몰 지대를 통해 확인된 바 있었다. 기초는 동쪽으로 뻗어 있었고, 안니아 가도를 도시로 연결하는 다리의 북쪽 접점 직전에 위치해 있었다. 로마 공화정 후기 시기로 연대가 추정된다. 이는 도시 남쪽 출입구 인근이라는 핵심 위치에 자리잡고 있으며, 항구에서 시작되어 산타 마리아 운하를 통과했을 것으로 보이는 수상 경로를 따라 놓여 있었다. 이 운하는 부두와 연결되어 있었으며, 안니아 가도와도 연계되어 있었다. 이 지점에서 출발한 물자는 안니아 가도를 따라 내륙 시장으로 육로를 통해 이동하거나, 그 도로 북쪽을 따라 놓인 목재 제방의 대형 운하를 통해 수로로도 운송될 수 있었다.

## 유네스코 세계문화유산
유네스코 세계문화유산 "베네치아와 석호"는 1987년에 등재되었고 알티눔 고고학 지역을 포함하고 있다.

## 같이 보기
- 알티노 국립 고고학 박물관

## 참고 문헌
- Blason Scarel, S., 편집. (1996). 《Attila e gli Unni: Mostra Itinerante (Cataloghi Mostre)》 (이탈리아어). Roma: L'Erma Di Bretschneider. ISBN 978-8870628746.
- Cresci Marrone G., Tirelli M., (eds.), Altino dal cielo. La città telerivelata. Lineamenti di forma urbis, Studi e ricerche sulla Gallia Cisalpina, Quasar, 2012; ISBN 978-8871404660
- Mentasti, R. (2010). 《Altino, vetri di laguna》 (이탈리아어). Treviso: Vianello Libri. ISBN 978-88-7200-335-0.
- Tirelli, M., 편집. (2011). 《Altino antica, dai Veneti a Venezia》 (이탈리아어). Venezia: Marsilio. ISBN 9788831708333.
- Zanchetta, R. (2018). 《Altino Paleocristiana. Storia della religione alle origini del cristianesimo nella nostra terra》 (이탈리아어). Treviso: Michael Edizioni. ISBN 978-8896913543.